# رش
رش (به آلمانی: Rech) یک شهر  در آلمان است که در اهرویلر واقع شده‌است. رش ۵۶۵ نفر جمعیت دارد.